# 台湾狗舌草
台湾狗舌草（学名：Tephroseris taitoensis），又名台东黄菀，为菊科狗舌草属下的一个种。

## 扩展阅读
- 維基物種上的相關：台湾狗舌草